# 平岸村

開拓当初の平岸村。豊平から真駒内への道を望む。

平岸村（ひらぎしむら）は、かつて北海道石狩国札幌郡にあった村。現在の札幌市域の南側に含まれる。
1871年（明治4年）に入植が始まり、翌1872年（明治5年）開村。初期には麻畑村とも称した。村域は現在の札幌市豊平区平岸周辺ばかりでなく、豊平川の上流部、現在の南区定山渓一帯、まで含む広い領域だった。
「平岸」の地名は、アイヌ語の「ピラ・ケシ」（崖・（の）端）に由来するとされる。

## 概要
1871年（明治4年）に始まる平岸地域への入植のため平岸街道（現在の平岸通）、平岸用水などが開削された。1879年（明治12年）にはお雇い外国人のエドウィン・ダンの提案で真駒内用水も開かれた。入植者たちは当初、村の主産業として麻の栽培を進めており「麻畑村（あさはたむら）」とも称された。平岸村は国内で初めてヨーロッパ種のリンゴが実った地ともいわれ、リンゴ栽培が広がった。1884年（明治17年）頃までには海外にも輸出される「平岸リンゴ」の産地として知られていた。

### 寺社
村内の神社は『新札幌市史』によると、創建の古い順に、中の島神社（1877年頃創建）、花岡神社（1882年）、石山神社（1885年）、のちに相馬神社へと発展する札幌神社遙拝所（1895年）があった。
村内の仏教寺院は、浄土宗長専寺（1896年創建）があった。

## 領域
平岸村の領域は、現在の札幌市の豊平区・南区の2区にまたがっていた。
現在の札幌市豊平区
平岸・美園・中の島
現在の札幌市南区
澄川・真駒内・石山・常盤・藤野・簾舞・砥山・豊滝・定山渓

## 沿革
- 1866年（慶応4年） - 美泉定山が、定山渓温泉を確認し、湯治場を設ける。
- 1871年（明治4年） - 岩手県人ら202人62戸[注 3]が、平岸村の領域に、入植する[1]。
- 1872年（明治5年） - 平岸村が開村となる。簾舞に簾舞通行屋が置かれる。
- 1876年（明治9年） - エドウィン・ダンが、平岸村真駒内に、種畜場（真駒内牧牛場、1886年(明治19年)に北海道庁所管の真駒内種畜場となる）を設ける[19][20]。
- 1879年（明治12年） - エドウィン・ダンの提案により真駒内用水が完成[21]。
- 1884年（明治17年） - 簾舞にのちの札幌農学校第4農場が開かれる[注 4]。
- 1890年（明治23年）4月1日 - 平岸小学校、開校（1899年(明治32年)、尋常小学校認可）[24]。
- 1902年（明治35年）4月1日 - 月寒村（つきさっぷむら）と共に、豊平村と合併し、 北海道二級町村制による豊平村（のちの豊平町）の領域となる。

## 文献案内
代表的な郷土史誌として入植・開村110周年を記念した『平岸百拾年』（1981年）がある。同書の編集責任者を務めた平岸出身の作家澤田誠一はのちに、父祖三代にわたって平岸を描く小説『平岸村』（2005年）も上梓している。また、『道新りんご新聞』の連載記事「平岸の歴史を訪ねて」の一部がWEBサイト「道新りんごステーション」で公開されている。関連文献欄も参照。